# Xavier Mougin
Pour les articles homonymes, voir Mougin.
Xavier  Mougin, né le 14 juin 1837 à Pont-à-Mousson (Meurthe) et mort le 22 octobre 1912 à Portieux (Vosges), est un industriel et un homme politique français.

## Biographie
Né le 14 juin 1837 à Pont-à-Mousson, Xavier André François Mougin est le fils d'Édouard Mougin et de Gabrielle Noisette. Depuis 1770, la famille paternelle de Xavier Mougin dirige la Cristallerie de Portieux qui a pris la dénomination sociale "Mougin Frères" depuis son rachat en 1796.
Il étudie à l'École polytechnique.
En 1865, il se marie à une fille de banquier, Joséphine Gallois, et a une fille, Marguerite (1866-1925), l'année suivante. Il devient veuf dès 1867 et doit faire appel à une gouvernante assez âgée, bientôt remplacée par la fille de cette dernière, Juliette Guyon, pour l'aider à gérer sa maison et élever sa fille. Xavier Mougin a deux enfants avec Juliette Guyon, bien qu'il ne l'épouse jamais : Joseph Mougin né en 1876 et Pierre Mougin en 1880. Le couple vit séparé, la mère de ses enfants refusant une situation de subordination financière.
Excellent chasseur, Xavier Mougin est de ce fait le chef des francs-tireurs de l'arrondissement de Mirecourt dans la Guerre franco-allemande de 1870.
Son petit-fils, André Gérardin, sera encore le directeur général des verreries réunies de Portieux & Vallérysthal.

### Carrière industrielle
Xavier Mougin reprend la direction de la manufacture en 1867 avant d'acter le rachat avec la cristallerie de Vallérysthal en 1871 tout en y restant directeur. Dès 1889, pour développer le grand export, il ouvre en commun avec la Faïencerie de Lunéville-Saint-Clément un cabinet d'échantillons à New York. Il poursuit la politique paternaliste de son père en développant le village de ses 600 ouvriers et ouvre en 1875 une caisse de secours et de retraites. Il quitte la direction de l'entreprise en 1905 en raison de problèmes de santé et lègue la direction à Adrien Richard.
Il devient parallèlement vice-président de la Chambre syndicale des verriers de France.
Il est aussi associé dans la compagnie du chemin de fer de la ligne de Charmes à Rambervillers, dont il reste le Président jusqu'à son décès.

### Carrière politique
Xavier Mougin est maire de Portieux à partir de 1867 jusqu'en 1873. Il démissionne alors tout en restant simple conseiller municipal jusqu'en 1904.
Il est également conseiller d'arrondissement de Mirecourt de 1865 à 1867 et conseiller général de 1877 à 1895 pour le canton de Charmes.
Il est réélu à ce poste, sans opposant, en 1883 et 1889 en tant que « républicain de raison ». Il est rappelé par le comité républicain pour remplacer Édouard Bresson à la députation des Vosges en 1889 et doit faire face, comme républicain, à Pierre Buffet, fils de Louis Buffet, qui siège à gauche.
Sous la pression des républicains du conseil général et d'arrondissement, il se représente à nouveau en 1893, sans adversaire, avec le soutien du représentant du parti conservateur et maire de Vittel, Amboise Bouloumié. Celui-ci assure que Mougin est un bon représentant pour la « liberté du père de famille et la vraie liberté religieuse » car il s'est opposé à la laïcisation des écoles et à la confiscation des biens des congrégations et il s'est déclaré partisan de l'enseignement religieux hors des classes obligatoires. Xavier Mougin est cette fois très largement élu avec 10 331 voix sur 11 558 votants.
En 1898, il cherche  à nouveau à se retirer mais, sous la pression de l'ensemble de son parti, finit par se représenter. Cette fois cependant, les conservateurs l'accusent d'être peu présent à la Chambre et de représenter insuffisamment les intérêts de sa circonscription. Il fait face lors de cette élection à un « républicain indépendant », l'avocat Léon Merklen, qui est en réalité un candidat antisémite conservateur. Mougin est facilement réélu avec 68,65 % des suffrages exprimés. Il demande lors de ce mandat une décentralisation forte qui donnerait aux assemblées départementales et communales des pouvoirs étendus.
En 1899, Mougin est localement au sein de son parti le seul soutien de Pierre Waldeck-Rousseau. Il perd ainsi l'appui d'Édouard Bresson et surtout celui de Jules Méline même s'il reste soutenu par le sous-préfet de Mirecourt et par le comité républicain de Mirecourt, établi en 1900 pour préparer les élections municipales et promouvoir l'hebdomadaire l'Avenir républicain. Il se représente donc en 1902 où il affronte un adversaire « républicain libéral », Léon Gautier, gendre d'Édouard Bresson. Xavier Mougin apparait comme un modéré, il appartient au groupe proche de Ferdinand Sarrien, qui compte parmi les plus modérés des radicaux. Il revendique cette position de modéré lors de sa campagne qu'il axe sur la menace nationaliste . Il soutient la politique du Bloc des gauches contre la droite mais aussi contre la « gauche » et les « collectivistes ». Il est très largement battu en obtenant seulement 34,26 % des suffrages.

## Décoration
- Chevalier de la Légion d'honneur (1885)